# Dávid Tóth
Dans le nom hongrois Tóth Dávid, le nom de famille précède le prénom, mais cet article utilise l’ordre habituel en français Dávid Tóth, où le prénom précède le nom.
Dávid Tóth, né le 21 février 1985 à Székesfehérvár, est un kayakiste hongrois.
Aux Jeux olympiques d'été de 2012 à Londres, il est médaillé d'argent de kayak à quatre 1 000 m avec Zoltán Kammerer, Dániel Pauman et Tamás Kulifai.